# Wusterhausen
Wusterhausen ou Wusterhausen/Dosse é um município da Alemanha, situado no distrito de Ostprignitz-Ruppin, no estado de Brandemburgo. Tem 195,42 km² de área, e sua população em 2019 foi estimada em 5.761 habitantes.